# Anissa Jones
Mary Anissa Jones (əˈniːsə; Lafayette, 11 de março de 1958 – Oceanside, 28 de agosto de 1976) foi uma atriz infantil americana, conhecida por seu papel como Buffy na sitcom da CBS "Family Affair" ("Encrencas em Família" no Brasil), que foi exibida de 1966 a 1971. Ela morreu de overdose ao misturar várias substâncias aos 18 anos.

## Início
Anissa Jones nasceu em Lafayette, Indiana. Seus avós maternos eram libaneses e o nome do meio de Jones significa "Pequeno Amigo" em árabe.
À época de seu nascimento, o pai de Anissa, John Paul Jones, era um engenheiro com pós-graduação e membro do corpo docente no conselho de administração da Universidade de Purdue, onde sua mãe, Mary Paula Jones (nascida Tweel) era estudante de zoologia. Logo após o nascimento do irmão de Anissa, John Paul Jones, Jr. (chamado de "Paul" pela família), a família mudou-se para Playa Del Rey, na Califórnia, onde John Paul Jones, Sr. assumiu um emprego na área de engenharia aeroespacial e Anissa frequentou a Escola Primária Paseo del Rey e, em seguida, a Orville Wright Junior High School.

## Carreira
Quando Jones tinha dois anos de idade, sua mãe a matriculou em aulas de dança. Em 1964, quando Jones tinha seis anos, Mary Paula levou sua filha para uma audição aberta para um comercial de cereais matinais, que se tornou a primeira aparição de Jones na televisão.
Aos oito anos, suas habilidades de atuação chamaram a atenção de produtores de televisão, e ela foi escalada como Ava Elizabeth de "Buffy" Patterson-Davis no seriado da CBS "Family Affair" (1966). Na abertura da trama, Buffy, seu irmão gêmeo Jody (Johnny Whitaker), e irmã Cissy (Kathy Garver) são enviados para morar com seu Tio Bill(Brian Keith) e seu valete Mr. French (Sebastian Cabot) um ano após que os pais morrerem em um acidente de carro (a coleção de DVD diz por engano ter sido um "acidente aéreo"). Em julho de 1969, a série se tornou um sucesso, e Jones se tornou uma popular celebridade infantil.:28 Ela também desempenhou o papel de Carol Bix no filme de comédia com Elvis Presley, Os Problemas com as Meninas (1969).

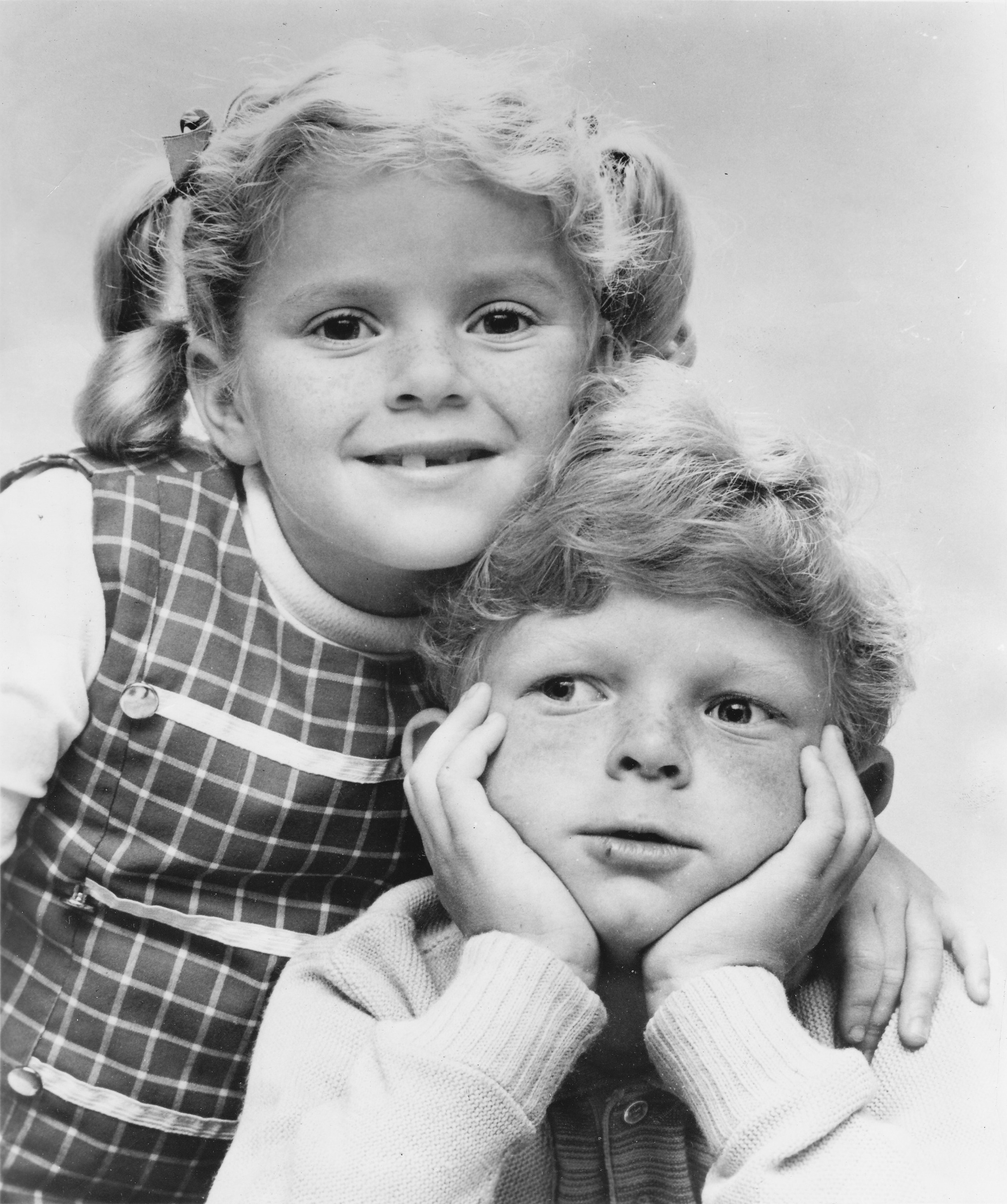
Jones com Johnny Whitaker em Family Affair, 1967

Para Anissa Jones, Family Affair era um trabalho esgotante, feito em tempo integral, durante o ano todo: ela foi muitas vezes estava gravando o programa ou promovendo-o em público, sete dias por semana. Ao longo de cada uma das três primeiras temporadas, até 30 programas foram gravados para a exibição. Isso contrasta com a produção posterior de episódios de televisão na televisão americana, que agora têm 24 programas ou menos por temporada, permitindo que mais descansos entre as nas filmagens e exigindo menos aparições promocionais para os protagonistas. Em abril de 1969, Jones quebrou sua perna direita em um parque de diversão, e os produtores tiveram de reescrever a história para que a sua lesão fizesse parte do roteiro.
A personagem de Anissa, Buffy, tinha uma boneca chamada Sra. Beasley, que ela dizia que falava com ela, muitas vezes fazendo comentários engraçados. Quando o show se tornou um sucesso, a boneca foi comercializada pela Mattel e tornou-se um best-seller na América do Norte. A Mattel também comercializou duas outras bonecas, modeladas com base em Buffy: uma no tamanho da sua linha "Tutti" de bonecas e outra no sua linha "Small Talk", que contava com oito frases diferentes (usando a voz de Jones). Jones tomou parte em vários outros produtos lucrativos com base em Family Affair: campanhas de marketing, tais como bonecas de papel, lancheiras, duas linhas de roupas, livros para colorir, e um livro de receitas com a foto dela na capa em 1971.
Jones apareceu em Rowan & Martin's Laugh-In (três pontas) em 11 de março 1968, apareceu duas vezes em The Mike Douglas Show (6 de março e 22 de dezembro de 1969), além de aparecer no The Dick Cavett Show em 25 de fevereiro de 1971, juntamente com o ator-cantor Sammy Davis Jr. e o pianista Garrick Ohlsson. A aparição no programa Cavett foi seu momento final na televisão.
Family Affair foi cancelada abruptamente por um evento denominado "expurgo rural", realizado pela emissora CBS em 1971, depois de cinco temporadas e 138 episódios. Nesse momento, Jones já estava com 13 anos de idade e disse que estava feliz com a ideia de não mais precisar ser vista com a boneca Sra. Beasley. Ela quis atuar em filmes, mas Jones não conseguiu encontrar o tipo de trabalho que queria: ela fez o teste para o papel de Regan MacNeil no filme O Exorcista (lançado em 1973), mas o diretor William Friedkin, considerou que, com Family Affair ainda na consciência popular da época através das reprises diurnas, os frequentadores dos cinemas poderiam pensar que "Buffy" estava sendo possuída. Assim, em vez dela, Linda Blair foi escolhida para o papel.
Enquanto isso, Brian Keith manteve-se em contato com Jones através de cartas, oferecendo-lhe um papel jovem-adulto em The Brian Keith Show (1972-1974). Keith disse que ela não precisaria fazer teste para o papel, mas àquela altura, Jones não queria mais trabalhar na televisão.
Em 1975, Jones foi convidada para fazer um teste para o papel de Iris "Easy" Steensma em Taxi Driver, mas ela recusou. Jodie Foster ganhou o papel e obteve fama cinematográfica com o filme.

## Adolescência
Jones acreditava que havia sido estigmatizada. Matriculou-se na Escola Westchester em Los Angeles e retornou à vida fora da indústria do entretenimento.
Os pais de Jones iniciaram um processo litigioso de  divórcio em 1965, que levou a uma longa disputa pela guarda de Anissa e seu irmão caçula, Paul. Em 1973, a custódia dos dois filhos foi concedida a seu pai, mas ele morreu de doença cardíaca pouco depois.
Enquanto seu irmão passou a viver com a mãe, Jones mudou-se com um amigo e começou a faltar à escola. Jones foi denunciada por sua mãe para a polícia como um fugitiva, foi presa e enviada para um reformatório, onde passou muitos meses sob a custódia do Estado, tendo depois retornado a viver com a sua mãe.
No entanto, Jones logo começou a furtar lojas e a consumir drogas. Em 1975, ela largou a escola de vez e brevemente trabalhou em uma loja Winchell Donuts em Playa Del Rey. Segundo relatos, ela se sentia envergonhada quando os clientes a reconheciam pela sua atuação na infância.
Em seu 18.º aniversário em março de 1976, Jones obteve o controle total de seus ativos financeiros com o trabalho em Family Affair, mais ou menos $180,000 (775 mil dólares em 2017) assim como uma quantia indeterminada em títulos do tesouro americano que foram mantidos em seu nome através de um fundo em fidúcia ("trust"). Anissa e seu irmão Paul alugaram um apartamento e foram morar juntos, não muito distantes da mãe deles.

## Morte
Pouco antes do meio-dia, em 28 de agosto de 1976, após uma festa na praia da cidade de Oceanside, Califórnia, com seu novo namorado, Allan "Butch" Koven e outros, Anissa Jones foi encontrada morta em um dos quartos de uma casa pertencente ao pai de um adolescente de 14 anos e um amigo chamado Helen Hennessy.:28 O relatório do médico legista considerou a sua morte como ocorrida em função de uma overdose de drogas, mais tarde julgada acidental; Substâncias como cocaína, PCP, Quaalude e Seconal foram encontrados em seu corpo após a necrópsia e um exame toxicológico. O relatório da polícia indicou também a presença de um pequeno frasco de um líquido azul ao lado de Jones em cena, que nunca foi identificado. O médico legista que examinou Jones informou que ela morreu de uma das mais graves overdoses que ele já tinha visto. Anissa Jones tinha 18 anos de idade.:28
O patologista forense, Dr. Michael Baden, considera que o misterioso líquido azul seria o refresco conhecido como Kool-aid, usado para dissolver o Seconal, para apressar seus efeitos e para disfarçar o seu gosto intragável. O doutor Baden ainda julga que Anissa não teria morrido se não tivesse tomado o potente depressor do sistema nervoso central Seconal após a ingestão de duas drogas inibidoras do SNC no início da noite, a saber Fenciclidina (PCP) e metaqualona (Quaalude).
Anissa Jones não teve funeral. Ela foi cremada e suas cinzas foram espalhadas sobre o Oceano Pacífico. Ela deixou de 63 mil dólares em dinheiro e mais de 100 mil dólares em títulos de poupança, quando morreu.
Seis dias depois da morte de Anissa, o doutor Don Carlos Moshos foi preso e acusado de, ilegalmente, ter prescrito Seconal a Jones entre acusações de ter lucrado com prescrições ilegais, numa investigação criminal sigilosa. Um envelope com o endereço da empresa de Moshos estava presente na cena de morte de Jones, especificando uma droga encontrada no relatório toxicológico de Anissa (Seconal), a sua dosagem (1,5 g), quantidade (50), e o sobrenome da destinatária (Jones). Moshos foi acusado de 11 crimes, incluindo homicídio; enquanto aguardava julgamento, Moshos morreu em 27 de dezembro de 1976, quatro meses depois de Jones. Embora as acusações de homicídio tenham sido retiradas antes de sua morte, o espólio de Moshos foi processado pela família de Jones com valor da causa em 400 mil dólares; em julho de 1979, o veredicto considerou que Moshos tivesse  30% da responsabilidade pela morte e Jones, 70%, e o consequente julgamento foi reduzindo o valor para 79,5 mil dólares.
Em 15 de março de 1984, o irmão de Anissa, Paul, também morreu de uma overdose. Ele tinha 24 anos de idade.:29 A mãe, Mary Paula Jones, morreu em Michigan no dia 14 de janeiro de 2012.

## Filmografia
| Ano     | Nome                          | Papel                                 | Observação                                                                       |
| ------- | ----------------------------- | ------------------------------------- | -------------------------------------------------------------------------------- |
| 1966–71 | Family Affair                 | Ava Elizabeth "Buffy" Patterson-Davis | Protagonista; 138 episódios                                                      |
| 1967    | The Hollywood Palace          | Ela mesma                             | Coapresentadora; 5ª temporada, 15º episódio (exibição em 26 de dezembro de 1967) |
| 1968    | Rowan &amp; Martin's Laugh-In | Ela mesma                             | 1ª temporada, 8º episódio; 3 "pontas" (exibição em 11 de março de 1968)          |
| 1969    | The Mike Douglas Show         | Ela mesma                             | Convidada (exibição em 6 de março de 1969)                                       |
| 1969    | The Trouble with Girls        | Carol Bix                             | Um filme de Elvis Presley                                                        |
| 1969    | The Mike Douglas Show         | Ela mesma                             | Coapresentadora; "Kids' Week" (exibido em 22 de dezembro de 1969)                |
| 1970    | To Rome With Love             | Ava Elizabeth "Buffy" Patterson-Davis | Episódio: "Roman Affair"                                                         |
| 1971    | The Dick Cavett Show          | Ela mesma                             | Convidada (exibido em 25 de fevereiro de 1971)                                   |